# Shore-Durometer

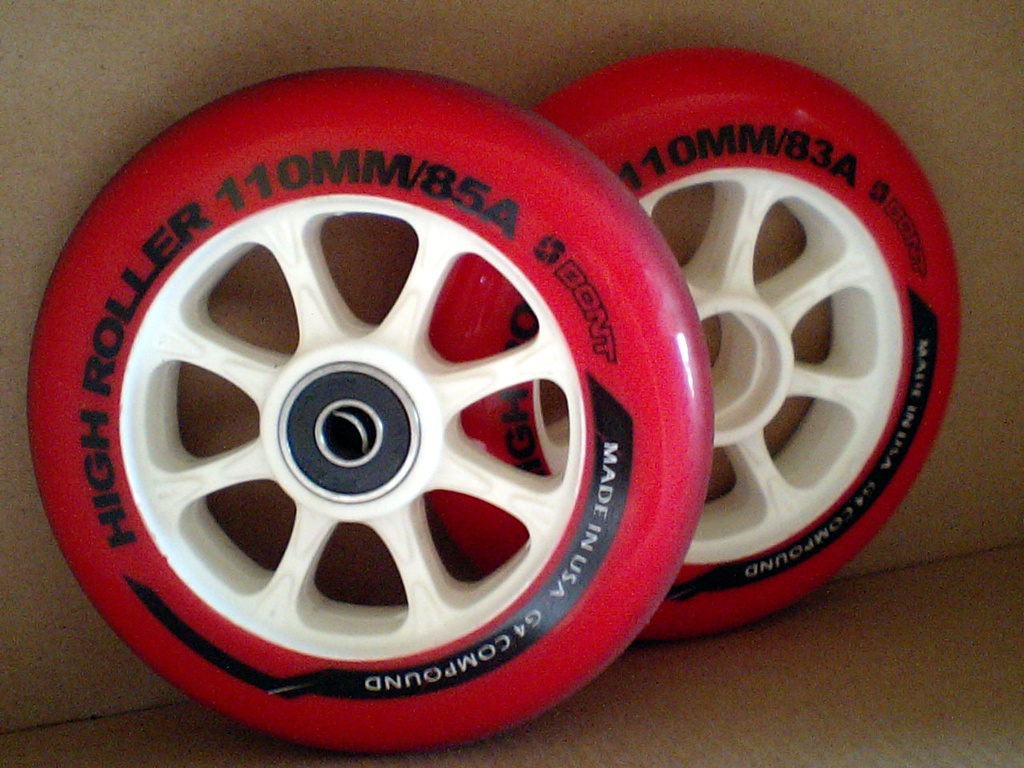
Zwei Inlineskaterräder mit den Shore-Härtegraden 85A und 83A.

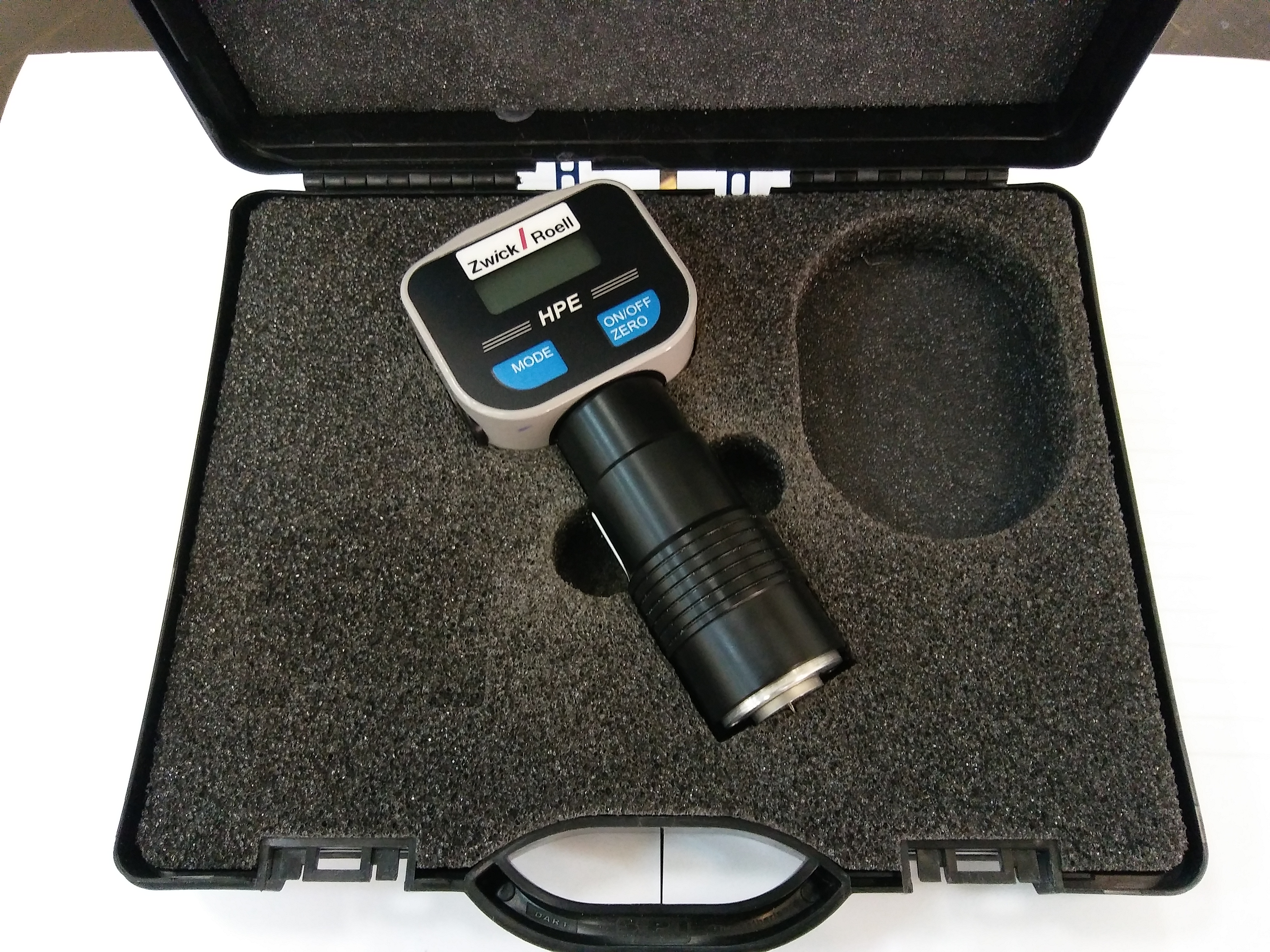
Digitaler Shore-Härteprüfer

Das oder der Shore-Durometer ist ein Prüfmittel für die Messung der Materialhärte. Typischerweise werden Polymere, Elastomere und Naturkautschuk untersucht.
Höhere Messwerte bedeuten einen größeren Widerstand gegen Eindrücken und damit härtere Materialien.
Der Begriff wird auch verwendet, um die Härte eines Materials zu beschreiben.

## Geschichte
Die Skala wurde von Albert Ferdinand Shore definiert, der in den 1920er Jahren eine Vorrichtung zur Messung der Härte definierte. Der Shore-Durometer war weder der erste Härtetester noch der erste, welcher Durometer (duro- und -meter) genannt wurde. Dennoch ist heutzutage bei einem Durometer üblicherweise die Shorehärte gemeint. Andere Geräte messen zum Beispiel in Rockwell.

## Durometerskalen
Es gibt mehrere Durometerskalen, die für Materialien mit unterschiedlichen Eigenschaften verwendet werden. Die zwei gebräuchlichsten Skalen, die leicht unterschiedliche Messsysteme verwenden, sind in der Norm ASTM D2240 als Typ A und Typ D bezeichnet. Die A-Skala ist für weichere Materialien und die D-Skala für Härtere.
Der Prüfstandard ASTM D2240-00 definiert zwölf unterschiedliche Skalen für unterschiedliche Verwendungen: die Typen A, B, C, D, DO, E, M, O, OO, OOO, -S und R. Jede Skala hat Werte zwischen 0 und 100, wobei 100 die härtesten Materialien beschreibt.
Es gibt noch weitere Normen wie die DIN EN ISO 868 und DIN ISO 7619-1. DIN EN ISO 868 kennt die Typ A und D. DIN ISO 7619-1 kennt die Typ A, D, AO und AM.

## Messmethode

Zeichnung der Eindringkörper für Typ A und D

Durometer misst, wie viele andere Härteprüfungen, die Tiefe einer Vertiefung im Material, die durch eine gegebene Kraft auf einen standardisierten Eindringkörper erzeugt wird. Diese Tiefe hängt von der Härte des Materials, seinen viskoelastischen Eigenschaften, der Form des Eindringkörpers und der Dauer des Tests ab. ASTM D2240 Durometer ermöglichen die Messung der Anfangshärte oder die Eindruckhärte nach einer bestimmten Zeit. Der Basistest erfordert eine gleichmäßige und stoßfreie Krafteinwirkung und Messung der Härte (Eindringtiefe). Die Kraft wird für die erforderliche Zeit angelegt und dann abgelesen. Das zu prüfende Material sollte mindestens 6,4 mm (0,25 Zoll) dick sein.
| Durometer Typ | Eindringkörper | Masse (kg) | Resultierende Kraft (N) |
| ------------- | --- | ---------- | ----------------------- |
| Typ A         | Gehärteter Stahlstab mit einem Durchmesser von 1,1 mm – 1,4 mm mit einem Kegelstumpf mit 35° Konus, 0,79 mm Durchmesser | 0,822      | 8,064                   |
| Typ D         | Gehärteter Stahlstab mit einem Durchmesser von 1,1 mm – 1,4 mm mit einem 30° Kegel und einer Spitze mit 0,1 mm          | 4,550      | 44,64                   |

Die Norm ASTM D2240 kennt zwölf verschiedene Durometer-Skalen unter Verwendung unterschiedlicher Federkräfte und Eindringkörpern. Die verschiedenen Skalen werden Shore Durometer … bezeichnet. Die folgende Tabelle enthält alle Typen mit Ausnahme von Typ R.
| Durometer Typ | Aufbau                            | Durchmesser                           | Eindringtiefe     | Federkraft in N | Empfohlener Anpressdruck in kg |
| ------------- | --------------------------------- | ------------------------------------- | ----------------- | --------------- | ------------------------------ |
| A             | 35° Kegelstumpf (Pyramidenstumpf) | 1,4 mm (0,06 in)                      | 2,54 mm (0,1 in)  | 8,05            | 1                              |
| C             | 35° Kegelstumpf (Pyramidenstumpf) | 1,4 mm (0,06 in)                      | 2,54 mm (0,1 in)  | 44,45           | 5                              |
| D             | 30° Kegel                         | 1,4 mm (0,06 in)                      | 2,54 mm (0,1 in)  | 44,45           | 5                              |
| B             | 30° Kegel                         | 1,4 mm (0,06 in)                      | 2,54 mm (0,1 in)  | 8,05            | 1                              |
| M             | 30° Kegel                         | 0,79 mm (0,03 in)                     | 1,25 mm (0,05 in) | 0,765           | 0                              |
| E             | 2,5 mm (0,1 in) Kugel             | 4,50 mm (0,18 in)                     | 2,54 mm (0,1 in)  | 8,05            | 1                              |
| O             | 1,2 mm (0,05 in) Kugel            | 2,40 mm (0,09 in)                     | 2,54 mm (0,1 in)  | 8,05            | 1                              |
| OO            | 1,2 mm (0,05 in) Kugel            | 2,40 mm (0,09 in)                     | 2,54 mm (0,1 in)  | 1,111           | 0,4                            |
| DO            | 1,2 mm (0,05 in) Kugel            | 2,40 mm (0,09 in)                     | 2,54 mm (0,1 in)  | 44,45           | 5                              |
| OOO           | 6,35 mm (0,25 in) Kugel           | 10,7 mm (0,42 in) – 11,6 mm (0,46 in) | 2,54 mm (0,1 in)  | 1,111           | 0,4                            |
| OOO-S         | 10,7 mm (0,42 in) Plattenradius   | 11,9 mm (0,47 in)                     | 5,0 mm (0,2 in)   | 1,932           | 0,4                            |

Typ R ist kein eigener Typ, sondern die Bezeichnung für die Messung mit einem besonderen Eindringkörper. Das R steht für Radius, da sich dieser Eindringkörper durch einen Durchmesser von 18 ± 0,5 mm (0.71 ± 0.02 in) auszeichnet. Federkräfte und Eindringkörperform bleiben gleich. Die Messung nach Typ R ist mit jedem D2240 Typ außer M möglich. Das R wird in der Form Typ xR jeweils nachgestellt.
Folgende Voraussetzungen müssen nach DIN ISO 7619-1 erfüllt werden:
- Bei der Messung von Shore A dringt der Fuß in das Material ein, während bei Shore D der Fuß in die Materialoberfläche eindringt.
- Das zu prüfende Material muss mindestens eine Stunde vor dem Test im Labor gelagert werden.
- Die Messzeit ist 15 s.
- Die Kraft beträgt 1 kg +0,1 kg für Shore A und 5 kg +0,5 kg für Shore D.
- Fünf Messungen müssen gemacht werden.
- Die Kalibrierung des Durometers erfolgt einmal pro Woche mit Elastomerblöcken unterschiedlicher Härte.

Der Endwert der Härte hängt von der Eindringtiefe ab, die nach 15 Sekunden erreicht wird. Bei Typ A und D ist ein Eindringen von 2,54 mm (0,100 inch) und mehr eine Härte von 0 und wenn er überhaupt nicht eindringt von 100. Um verschiedene Härten abzubilden, existieren verschiedene Skalen. Allgemein werden Härten von <10 °Sh oder >90 °Sh als nicht vertrauenswürdig angesehen. Die Messung wird dann mit dem benachbarten Typ wiederholt.
Durometer ist eine Größe der Dimension Zahl und es gibt keine direkte Beziehung zwischen den Shorewerten verschiedenen Skalen.
| Material                                      | Shorewert | Skala |
| --------------------------------------------- | --------- | ----- |
| Geleinlage eine Fahrradsattels                | 15–30     | OO    |
| Kaugummi                                      | 20        | OO    |
| Sorbothan (viskoelastisches Polyurethan)      | 30–70     | OO    |
| Gummiband                                     | 25        | A     |
| Türdichtung                                   | 55        | A     |
| Automobilreifen                               | 70        | A     |
| Weiche Rollen von Rollschuhen und Skateboards | 78        | A     |
| O-Ring für die Verwendung in Hydrauliken      | 70–90     | A     |
| Harte Rollen von Rollschuhen und Skateboards  | 98        | A     |
| Ebonit                                        | 100       | A     |
| LKW-Reifen                                    | 50        | D     |
| Schutzhelm (typischerweise Polyethylen)       | 75        | D     |
| Polyurethane (Vollmaterial, kein Schaum)      | 80        | D     |

## Patente
- US patent 1770045, A. F. Shore, „Apparatus for Measuring the Hardness of Materials“, herausgegeben am 8. Juli 1930
- US patent 2421449, J. G. Zuber, „Hardness Measuring Instrument“, herausgegeben am 3. Juni 1947